# Jedovnice
Jedovnice est un bourg (městys) du district de Blansko, dans la région de Moravie-du-Sud, en République tchèque. Sa population s'élevait à 2 810 habitants en 2020.

## Géographie
Jedovnice se trouve à 9 km à l'est-sud-est de Blansko, à 20 km au nord-est de Brno et à 186 km au sud-est de Prague.
La commune est située près de la réserve naturelle des Karsts de Moravie. 
La commune est limitée par Vilémovice et Krasová au nord, par Kotvrdovice, Senetářov  et Ruprechtov à l'est, par Bukovinka au sud, par Křtiny et Rudice à l'ouest, et par Blansko au nord-ouest.

## Histoire
La première mention écrite de la localité date de 1251.

## Culture
La paroisse de l’église Saints-Pierre-et-Paul, construite dans les années 1780, est remarquable pour l’adaptation de son intérieur au IIe concile œcuménique du Vatican.